# ゲティンゲ
ゲティンゲ（スウェーデン語: Getinge AB）は、手術室や集中治療室で使用される医療機器や減菌器などのライフサイエンス向けソリューションを提供する多国籍企業。スウェーデン・ヨーテボリに本拠を置き、世界40カ国に拠点を持つ。日本法人はゲティンゲグループ・ジャパン株式会社。ナスダック・ストックホルム上場企業（Nasdaq Nordic GETI B）。

## 沿革
1904年、スウェーデンの起業家であるOlander Larssonは、スウェーデン南西部の小さな町であるゲティンゲ（Getinge）で起業し、農機具の製造を開始した。1932年に減菌器の製造を開始し、医療分野に参入、1964年以降家電メーカーのエレクトロラックスの傘下にあったが、1989年に起業家のRune AnderssonとCarl Bennetがゲティンゲを買収し再び独立した企業となった。
1993年に株式公開企業となり、2000年に麻酔や循環器分野に強みを持つドイツの医療機器メーカーのマッケ（Maquet）を、2003年5月に人工心肺に強みを持つドイツのJostra AGを、同年8月シーメンスのグループ企業で人工呼吸器に強みを持つSiemens LSSを買収した。2008年、アメリカ合衆国のボストン・サイエンティフィックから心臓および血管手術部門を買収した。なお、1995年に介護・リハビリテーション機器を扱うアルジョを買収し子会社としていたが、2017年にスピンオフした。
今日、ゲティンゲの売上の35％がアメリカ合衆国、3割弱がヨーロッパ地域とアジア・太平洋地域となっており、日本は国別で4番目の売上を有している。なお、ゲティンゲの株式の2割（議決権ベースでは過半数）を、Carl Bennetが保有している。

## 日本法人
現在の日本法人「ゲティンゲグループ・ジャパン株式会社」（Getinge Group Japan K.K.）は、グローバルでのゲティンゲ傘下ブランドの整理に伴い、マッケ日本法人のマッケ・ジャパン株式会社が、ゲティンゲ・ジャパン株式会社を吸収合併する形で、2017年10月に設立された。東京（スフィアタワー天王洲）の本社オフィスを中心に8つのオフィスを持つほか、辰巳にショールームを持つ。
2019年2月、GEヘルスケアの日本法人とハイブリッド手術室に関するソリューションの共同開発を発表した。